# ソユーズMS-17
ソユーズMS-17は2020年10月14日に打ち上げられたソユーズによる宇宙飛行。この飛行では第63次長期滞在および第64次長期滞在の3人の乗組員を国際宇宙ステーション（ISS）へと輸送した。ソユーズMS-17はソユーズ宇宙船での145回目の有人飛行だった。乗組員はロシア人のコマンダーと、ロシアおよびアメリカ人のフライトエンジニアから構成されていた。
このミッションでは新しい「超高速」2軌道ランデブー飛行計画がソユーズでは初めて用いられ、これによってソユーズMS-17は打ち上げのおよそ3時間後にISSに到着した。
2021年3月、6か月間ISSに滞在するためにロシアの宇宙飛行士オレッグ・ノヴィツキー、ピョートル・ドゥブロフと、NASAの宇宙飛行士マーク・T・ヴァンデ・ヘイが乗り込んで2021年4月9日に打ち上げられたソユーズMS-18宇宙船が到着してドッキングする場所を空けるために、ソユーズMS-17の乗組員は宇宙船を ラスヴェットモジュールからポイスクに再配置するために乗り込んだ。2機の宇宙船は、ソユーズMS-17が出発するまで9日間の引継ぎ期間を持った。これはスペースX Crew-1にロシア人宇宙飛行士が搭乗していないことから、ISSのロシア軌道セグメント（ROS）の人員が不足するのを回避するために必要だった。

## クルー
| 地位                | 乗組員                                                                                  | 乗組員                                                                                  |
| ------------------- | --------------------------------------------------------------------------------------- | --------------------------------------------------------------------------------------- |
| コマンダー          | セルゲイ・リジコフ, ロスコスモス 第63次および第64次長期滞在 2回目の宇宙飛行             | セルゲイ・リジコフ, ロスコスモス 第63次および第64次長期滞在 2回目の宇宙飛行             |
| フライトエンジニア1 | セルゲイ・クド＝スヴェルチコフ, ロスコスモス 第63次および第64次長期滞在 1回目の宇宙飛行 | セルゲイ・クド＝スヴェルチコフ, ロスコスモス 第63次および第64次長期滞在 1回目の宇宙飛行 |
| フライトエンジニア2 | キャスリーン・ルビンス, NASA 第63次および第64次長期滞在 2回目の宇宙飛行                 | キャスリーン・ルビンス, NASA 第63次および第64次長期滞在 2回目の宇宙飛行                 |

### バックアップクルー
| 地位                | 乗組員                               | 乗組員                               |
| ------------------- | ------------------------------------ | ------------------------------------ |
| コマンダー          | オレッグ・ノヴィツキー, ロスコスモス | オレッグ・ノヴィツキー, ロスコスモス |
| フライトエンジニア1 | ピョートル・ドゥブロフ, ロスコスモス | ピョートル・ドゥブロフ, ロスコスモス |
| フライトエンジニア2 | マーク・T・ヴァンデ・ヘイ, NASA      | マーク・T・ヴァンデ・ヘイ, NASA      |

### 予備クルー
| 地位                | 乗組員                                 | 乗組員                                 |
| ------------------- | -------------------------------------- | -------------------------------------- |
| コマンダー          | アントン・シュカプレロフ, ロスコスモス | アントン・シュカプレロフ, ロスコスモス |
| フライトエンジニア1 | アンドレイ・バブキン, ロスコスモス     | アンドレイ・バブキン, ロスコスモス     |

## クルーに関して
計画の初期では、NASAがソユーズの搭乗権をさらに購入するかどうかの決断を先延ばしにしたため、ロシア人宇宙飛行士ニコライ・チュブがこのミッションの第2フライトエンジニアとされていた。2020年5月にNASAが搭乗権を購入し、NASAの宇宙飛行士キャスリーン・ルビンスを第2フライトエンジニアに割り当て、バックアップクルーとしてはマーク・T・ヴァンデ・ヘイを指名した。
当初はロシア人宇宙飛行士アナトリー・イワニシンとイワン・ワグネルがそれぞれコマンダーと第1フライトエンジニアとして設定されていた。しかしながら、ソユーズMS-16の指揮官、ニコライ・チーホノフに医学的な問題が起きたため、ソユーズMS-16で飛行することになった。イワニシンとワグネルはリジコフとクド＝スヴェルチコフと後退した。バブキンは現役の宇宙飛行士のままだが、いまだに宇宙空間には到達したことがなく、一方、チーホノフはロスコスモスの宇宙飛行士企業を引退した。
新型コロナウイルス感染症の流行拡大に対応して、ロスコスモスはメインおよびバックアップのクルーが感染しても打ち上げに遅延が生じないように、2名の予備宇宙飛行士を用意した。NASAが予備のクルーに自分たちの宇宙飛行士を加えることを計画したかどうかは確認されていない。

## ギャラリー

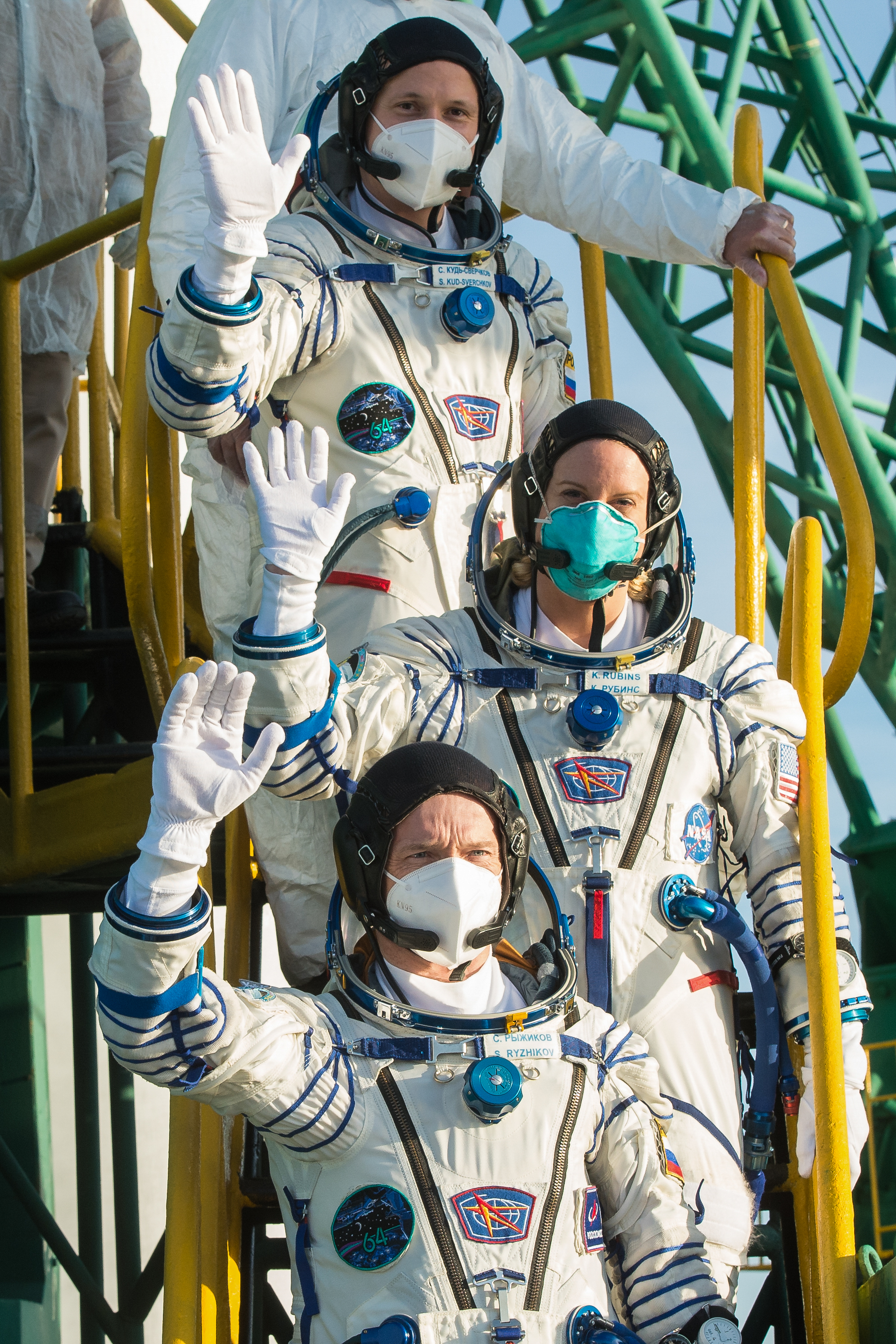
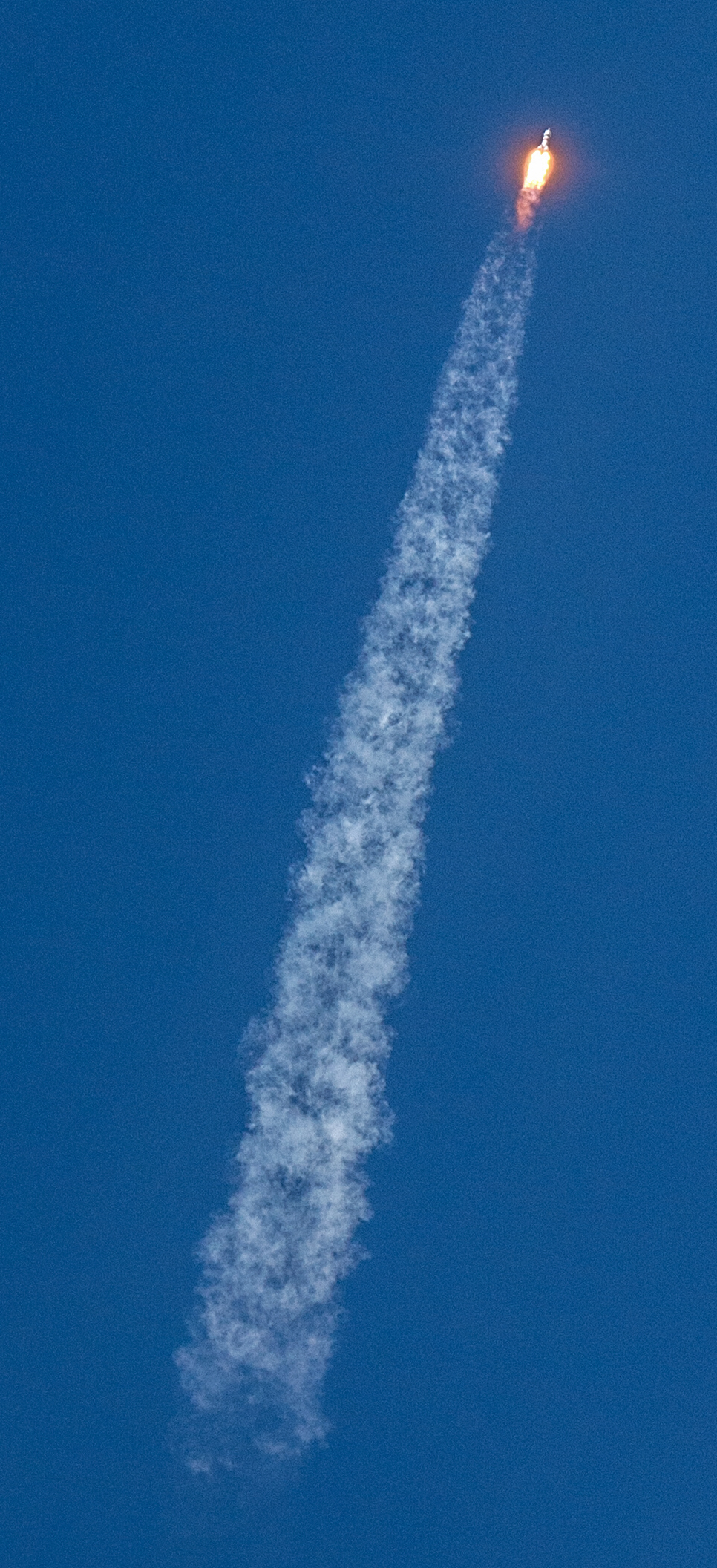